# Coppa Cicogna
La Coppa Cicogna est une course cycliste italienne organisée au mois de mai à Cicogna, frazione de la commune de Terranuova Bracciolini (Toscane). Créée en 1920, elle est organisée par l'US Fracor. 
Durant son existence, cette épreuve fait partie du calendrier régional de la Fédération cycliste italienne, en catégorie 1.20. Elle est par conséquent réservée aux coureurs espoirs (moins de 23 ans).

## Histoire
Les éditions 2020 et 2021 sont annulées en raison du contexte sanitaire lié à la pandémie de Covid-19.

## Palmarès
| Année     | Vainqueur             | Deuxième                    | Troisième           |
| --------- | --------------------- | --------------------------- | ------------------- |
| 1920      | Carlo Ferretti        |                             |                     |
| 1921      | Jacone Nocentini      |                             |                     |
| 1922      | Libero Acanti         |                             |                     |
| 1923-1930 | Pas de course         |                             |                     |
| 1931      | Martino Tani          |                             |                     |
| 1932      | Pas de course         |                             |                     |
| 1933      | Aldo Bini             |                             |                     |
| 1934-1937 | Pas de course         |                             |                     |
| 1938      | Alfredo Martini       |                             |                     |
| 1939-1953 | Pas de course         |                             |                     |
| 1954      | Sergio Pagliazzi      |                             |                     |
| 1955      | Jader Gorini          |                             |                     |
| 1956      | Pierluigi Secci       |                             |                     |
| 1957      | Franco Naldini        |                             |                     |
| 1958      | Idrio Bui             |                             |                     |
| 1959      | Roberto Poggiali      |                             |                     |
| 1960      | Giovanni Cavalcanti   |                             |                     |
| 1961      | Livio Trapè           |                             |                     |
| 1962      | Vincenzo Meco         |                             |                     |
| 1963-1964 | Pas de course         |                             |                     |
| 1965      | Mario Mancini         |                             |                     |
| 1966      | Gabriele Pisauri      |                             |                     |
| 1967      | Cesarino Carpanelli   |                             |                     |
| 1968      | Donato Giuliani       |                             |                     |
| 1969      | Angelo Bassini        |                             |                     |
| 1970      | Pas de course         |                             |                     |
| 1971      | Massimo Tremolada     |                             |                     |
| 1972      | Rocco Gatta           |                             |                     |
| 1973      | Serge Parsani         |                             |                     |
| 1974      | Alfredo Luddi         |                             |                     |
| 1975      | Phil Edwards          |                             |                     |
| 1976      | Giuseppe Martinelli   |                             |                     |
| 1977      | Antonio Ciarrocca     | Giuseppe Fatato             | Gino Tigli          |
| 1978      | Emanuele Bombini      |                             |                     |
| 1979      | Walter Pettinati      |                             |                     |
| 1980      | Ivano Maffei          |                             |                     |
| 1981      | Giancarlo Baldoni     |                             |                     |
| 1982      | Antonio Ciarrocca     |                             |                     |
| 1983      | Lucio Forasacco       |                             |                     |
| 1984      | Romano Randi          |                             |                     |
| 1985      | Massimo Podenzana     |                             |                     |
| 1986      | Mauro Sandroni        |                             |                     |
| 1987      | Luca Gelfi            |                             |                     |
| 1988      | Davide Bracalè        |                             |                     |
| 1989      | Paolo Lanfranchi      |                             |                     |
| 1990      | Luigi Simion          |                             |                     |
| 1991      | Gian Matteo Fagnini   |                             |                     |
| 1992      | Fabio Casartelli      |                             |                     |
| 1993      | Elio Aggiano          |                             |                     |
| 1994      | Rudy Mosole           |                             |                     |
| 1995      | Michele Bedin         |                             |                     |
| 1996      | Michele Bedin         |                             | Massimo Giunti      |
| 1997      | Gianni Gobbini        |                             |                     |
| 1998      | Stefano Guerrini      | Dimitri Pavi Degl'Innocenti | Mirko Marini        |
| 1999      | Eliseo Dal Re         |                             |                     |
| 2000      | Luca Barattero        |                             |                     |
| 2001      | Sergey Krushevskiy    |                             |                     |
| 2002      | Antonio Quadranti     |                             |                     |
| 2003      | Aliaksandr Kuchynski  |                             |                     |
| 2004      | Riccardo Riccò        |                             |                     |
| 2005      | Denis Shkarpeta       | Nicola Del Puppo            | Massimiliano Maisto |
| 2006      | Cristiano Fumagalli   | Vitaliy Kondrut             | Mattia Turrina      |
| 2007      | Oleksandr Surutkovych | Mauro Finetto               | Roberto Cesaro (de) |
| 2008      | Oleksandr Surutkovych | Sacha Modolo                | Andrea Piechele     |
| 2009      | Pierpaolo De Negri    | Gabriele Tassinari          | Massimo Pirrera     |
| 2010      | Andrea Concini        | Vitaliy Brichak             | Sante Marco Liquori |
| 2011      | Enrico Battaglin      | Daniele Aldegheri           | Stefano Agostini    |
| 2012      | Alessandro Mazzi      | Alfio Locatelli             | Enrico Barbin       |
| 2013      | Andrea Zordan         | Paolo Colonna               | Davide Formolo      |
| 2014      | Giacomo Berlato       | Alessandro Tonelli          | Alex Turrin         |
| 2015      | Enrico Salvador       | Andrea Montagnoli           | Simone Velasco      |
| 2016      | Szymon Rekita         | Nicola Bagioli              | Matteo Fabbro       |
| 2017      | Alessandro Covi       | Aleksandr Vlasov            | Giulio Branchini    |
| 2018      | Alessandro Covi       | Michele Corradini           | Francesco Romano    |
| 2019      | Andrea Bagioli        | Gabriele Benedetti          | Daniel Smarzaro     |
| 2020-2021 | annulé                |                             |                     |